# Alsophis manselli
Alsophis manselli (монтсерратський полоз) — вид змій родини полозових (Colubridae). Ендемік Монтсеррату.

## Поширення і екологія
Монтсерратські полози є ендеміками острова Монтсеррат в групі Малих Антильських островів. Вони живуть у вологих і сухих тропічних лісах, на узліссях і в сухих чагарникових заростях, трапляються в бананових і кокосових гаях. Живляться ящірками і дрібними гризунами.

## Збереження
МСОП класифікує стан збереження цього виду як близький до загрозливого. Alsophis manselli загрожує вулканічна активність, знищення природного середовища та можлива поява на острові мангустів.